# Скейлз, Томас, 7-й барон Скейлз
 Томас де Скейлз (англ. Thomas de Scales, 7th Baron Scales; 1397 — 25 июля 1460) — английский военачальник, 7-й барон Скейлз с 1 июля 1418 года), кавалер Ордена Подвязки с 1425 года. Участник Столетней войны и Войны Алой и Белой розы.

## Биография
Младший (третий) сын Роберта де Скейлза, 5-го барона Скейлза (1372—1402), и Элизабет, дочери Уильяма Бардольфа, 4-го барона Бардольфа.
В июле 1418 года после смерти своего старшего брата, Роберта де Скейлза, 6-го барона Скейлза (1395—1418), не имевшего детей, Томас де Скейлз унаследовал титул барона Скейлза.
В 1422 году прибыл из Англии в Нормандию, где в качестве лейтенанта служил под командованием Джона Ланкастера, герцога Бедфорда. В 1423 году он был назначен капитаном замка Вернейль. В 1424—1425 годах сражался вместе с сэром Джоном Фастолфом, пытаясь отбить у французов крепости в Мэне. В 1425 году он был пожалован в кавалеры Ордена Подвязки.
В апреле 1427 года Томас де Скейлз потерпел поражение в бою с французами при Ба-Куртийе, между Понторсоном и Авраншем. В том же году принимал участие в осаде Понторсона. В декабре 1428 года он был назначен одним из командиров английской армии, осаждающей Орлеан. Во время боёв под Орлеаном был взят в плен и освобожден после уплаты выкупа.
В июне 1429 года участвовал в битве при Божанси, а в битве при Пате вновь оказался во французском плену, откуда вскоре был выкуплен.
В сентябре 1430 года Томас де Скейлз был назначен капитаном отряда рыцарей, с которым он участвовал в осаде Лувье в 1431 году. В том же году он был отправлен герцогом Бедфордом на помощь герцогу Бретонскому Жану Мудрому против герцога Жана Алансонского.
Занимал должности капитана Домфора (1433), Сен-Ло (1435) и Гранвиля (1441). До 1436 года являлся сенешалем Нормандии, командуя отрядом из 260 всадников и 780 лучников. С 1436 года — капитан Руана. В 1439 году, чтобы отрезать замок Мон-Сен-Мишель от французских владений, барон Скейлз основал крепость Гранвиль. В 1442 году французы из Монта хитрость овладели Гранвилем.
После своего возвращения в Англию, стал активным сторонником Ланкастерского дома. В 1450 году он участвовал в подавлении восстания под руководством Джека Кэда. После вступления армии Йоркской династии в Лондон 2 июля 1460 года, барон Скейлз сохранил верность Ланкастерской династии и королю Генриху VI. Томас де Скейлз, будучи капитаном Тауэра в Лондоне, стал обстреливать из пушек улицы столицы. Был взят в плен и убит сторонниками Йоркского дома.
Владел поместьями в графства Эссекс, Хартфордшир и Норфолк.

## Семья
Томас де Скейлз, 7-й барон Скейлз, был женат на Исмании Уолесбург (или Эсмании или Эмме Уолесборо). У них было двое детей:
- Томас де Скейлз (умер в младенчестве)
- Элизабет де Скейлз, 8-я баронесса Скейлз (ум. 2 сентября 1473), 1-й муж — Генри Буршье (ум. 1462), второй сын 1-го графа Эссекса, 2-й муж — Энтони Вудвилл, 2-й граф Риверс (1440—1483).